# 埃利·維拉紐瓦
埃利·克里斯多福·維拉紐瓦（英語：Elih Christopher Villanueva，1986年7月27日—），為美國棒球選手，於2008年選秀由佛羅里達馬林魚於第27輪第808順位選中，曾效力於中華職棒樂天桃猿隊以及中信兄弟隊，守備位置為投手。2016年曾參與中信兄弟隊春訓，但開季前就因表現不佳離隊。2018年再為中信兄弟隊網羅，在七月取代賽格威(Zack Segovia)的洋將名額登上一軍，並於同年9月28日達成個人職業生涯首次無安打比賽。2019年4月24日，中信兄弟再度簽回，並在六月取代里迪（Alex Liddi）的洋將名額登上一軍。
2020年轉投效樂天桃猿隊，中文登錄名由紐維拉變更為威拉諾。

## 經歷
- 美國職棒佛羅里達馬林魚→邁阿密馬林魚（小聯盟－大聯盟，2008－2014年）
- 多明尼加聯盟Toros del Este（2012－2015年）
- 美國職棒巴爾的摩金鶯（小聯盟，2015年）
- 中華職棒中信兄弟（2016年2－3月）
- 美國職棒獨立聯盟Lancaster Barnstormers（2017年）
- 美國職棒波士頓紅襪（小聯盟，2017年）
- 多明尼加聯盟Toros del Este（2017年10－12月）
- 多明尼加聯盟Leones Del Escogido（2017年12月－2018年1月）
- 中華職棒中信兄弟隊（2018年，2019年）
- 墨西哥太平洋聯盟Charros de Jalisco（2019年）
- 中華職棒樂天桃猿（2020年）
- 美國職棒獨立聯盟West Virginia Power→Charleston Dirty Birds（2021年）
- 墨西哥棒球聯盟Sultanes de Monterrey（2021年）
- 委內瑞拉聯盟Tigres de Aragua（2021年10月－2022年01月）
- 美國職棒獨立聯盟Wild Health Genomes（2022年）
- 委內瑞拉聯盟Leones del Caracas（2022年10月－2023年01月）
- 美國職棒獨立聯盟Frederick Baseball Club →Spire City Ghost Hounds 球員兼投手教練（2023年）
- 墨西哥棒球聯盟Dorados de Chihuahua（2024年－）

## 職棒生涯成績

### 美國職棒
| 年度 | 球隊           | 出賽 | 先發 | 勝投 | 敗投 | 中繼 | 救援 | 完投 | 完封 | 三振 | 四死 | 責失 | 投球局數 | 自責分率 | 被上壘率 |
| ---- | -------------- | ---- | ---- | ---- | ---- | ---- | ---- | ---- | ---- | ---- | ---- | ---- | -------- | -------- | -------- |
| 2011 | 佛羅里達馬林魚 | 1    | 1    | 0    | 1    | 0    | 0    | 0    | 0    | 2    | 5    | 8    | 3.0      | 24.00    | 3.33     |
| 合計 | 1年            | 1    | 1    | 0    | 1    | 0    | 0    | 0    | 0    | 2    | 5    | 8    | 3.0      | 24.00    | 3.33     |

### 中華職棒
| 年度 | 球隊     | 出賽 | 先發 | 勝投 | 敗投 | 中繼 | 救援 | 完投 | 完封 | 三振 | 四死 | 責失 | 投球局數 | 自責分率 | 被上壘率 |
| ---- | -------- | ---- | ---- | ---- | ---- | ---- | ---- | ---- | ---- | ---- | ---- | ---- | -------- | -------- | -------- |
| 2018 | 中信兄弟 | 12   | 11   | 3    | 4    | 0    | 0    | 1    | 1    | 54   | 25   | 35   | 61.2     | 5.11     | 1.54     |
| 2019 | 中信兄弟 | 18   | 18   | 9    | 3    | 0    | 0    | 0    | 0    | 107  | 34   | 38   | 117.0    | 2.92     | 1.31     |
| 2020 | 樂天桃猿 | 12   | 12   | 1    | 7    | 0    | 0    | 0    | 0    | 45   | 33   | 56   | 70.2     | 7.13     | 1.74     |
| 合計 | 3年      | 42   | 41   | 13   | 14   | 0    | 0    | 1    | 1    | 206  | 81   | 129  | 249.1    | 4.66     | 1.44     |

## 特殊事蹟
- 2018年9月28日於洲際球場面對來訪的Lamigo桃猿隊，九局投出114球，終場以1:0險勝，這也是中職史上頭一遭，同年出現2場無安打比賽，也是中華職棒史上第八位投出無安打比賽的投手。[5]

## 外部連結
- 埃利·維拉紐瓦在台灣棒球維基館上的頁面（繁體中文）
- 埃利·維拉紐瓦在美國職棒（英语）
- 埃利·維拉紐瓦在中華職棒
- 埃利·維拉紐瓦在Baseball-Reference.com（大聯盟）（英语）
- 埃利·維拉紐瓦在Baseball-Reference.com（小聯盟以及海外聯盟）（英语）
- 埃利·維拉紐瓦在ESPN（MLB）（英语）
- 埃利·維拉紐瓦在FanGraphs.com（英语）
- 埃利·維拉紐瓦在The Baseball Cube（英语）

| 前任： 艾迪頓 | 中華職棒無安打比賽締造者 2018年9月28日 | 繼任： 瑞安 |